# Leineschloss

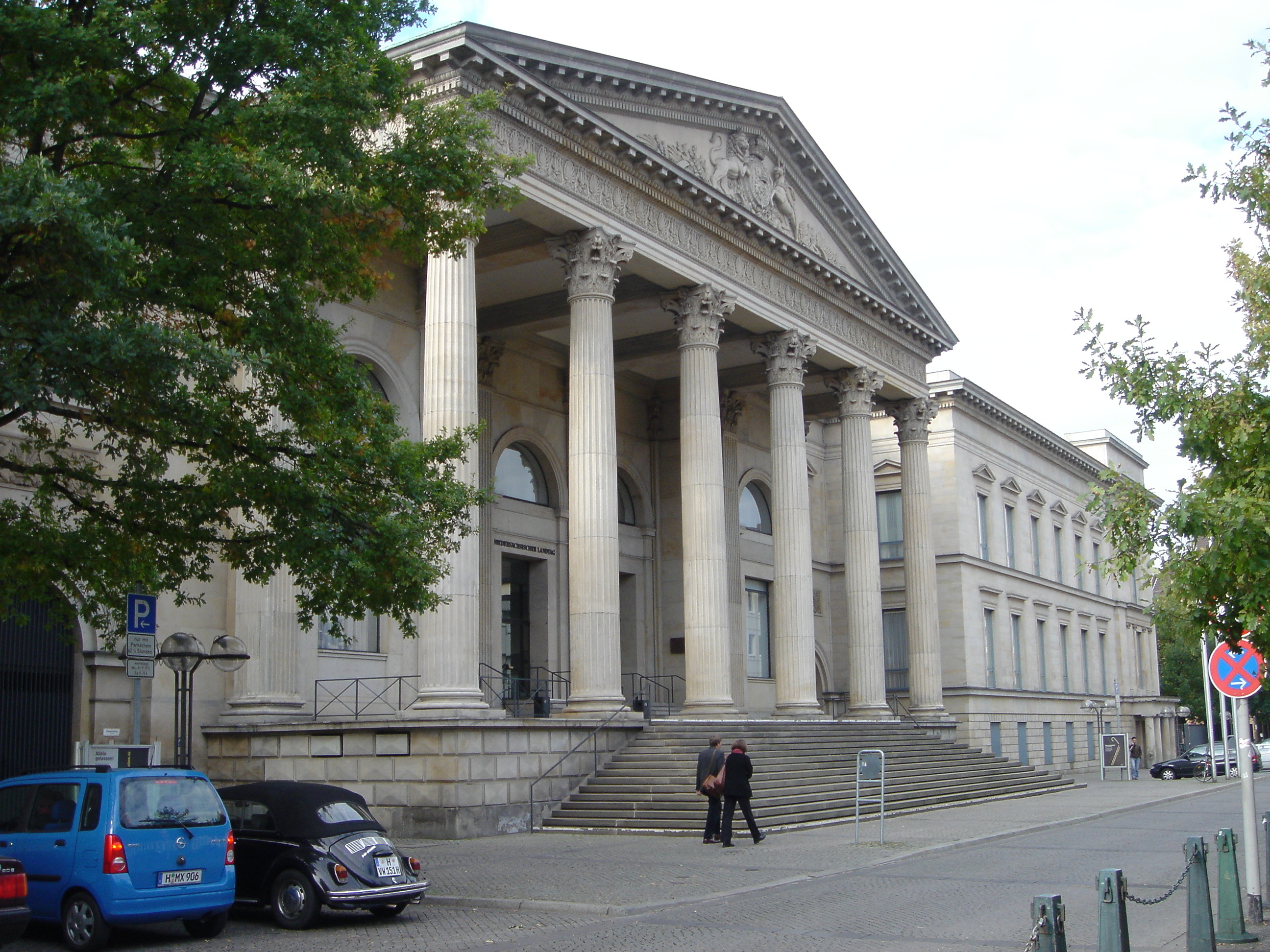
Vorderseite Leineschloss mit dem prägenden Portikus (Säulenvorbau)

Das Leineschloss ist eine ehemalige Residenz der Kurfürsten und Könige von Hannover in der Altstadt von Hannover. Die klassizistische Vierflügelanlage wurde 1816 bis 1842 durch König Georg IV. von Georg Ludwig Friedrich Laves erbaut. Nach der Zerstörung des Schlosses durch alliierte Luftangriffe während des Zweiten Weltkriegs wurde das Schloss von 1957 bis 1962 wiederaufgebaut. Seitdem dient es als Sitz des Niedersächsischen Landtages. Es bildet ein Ensemble mit dem Waterlooplatz.

## Geschichte und Beschreibung

### Gründung durch die Welfen

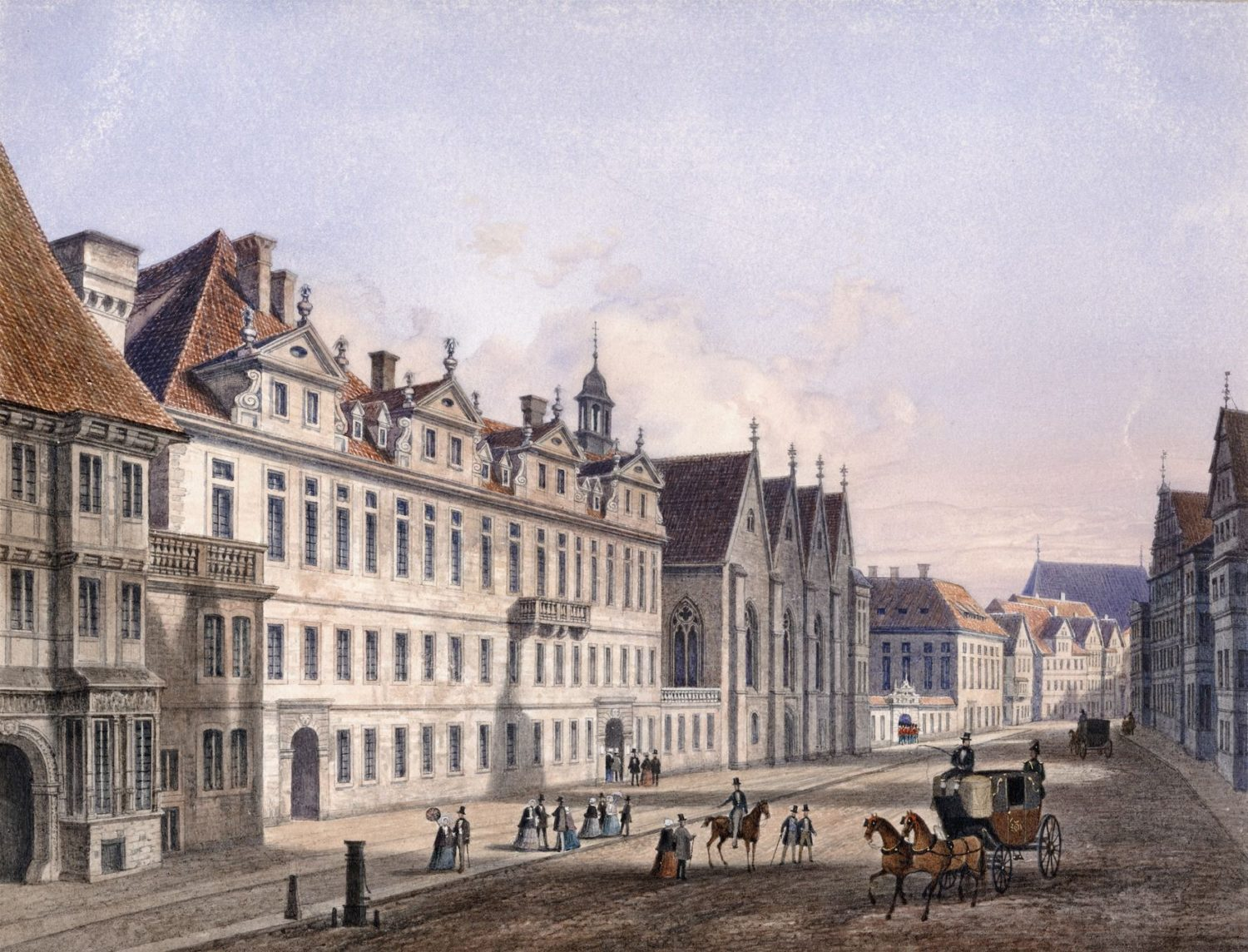
Ansicht der Stadtseite vor 1815 (Aquarell von 1835)

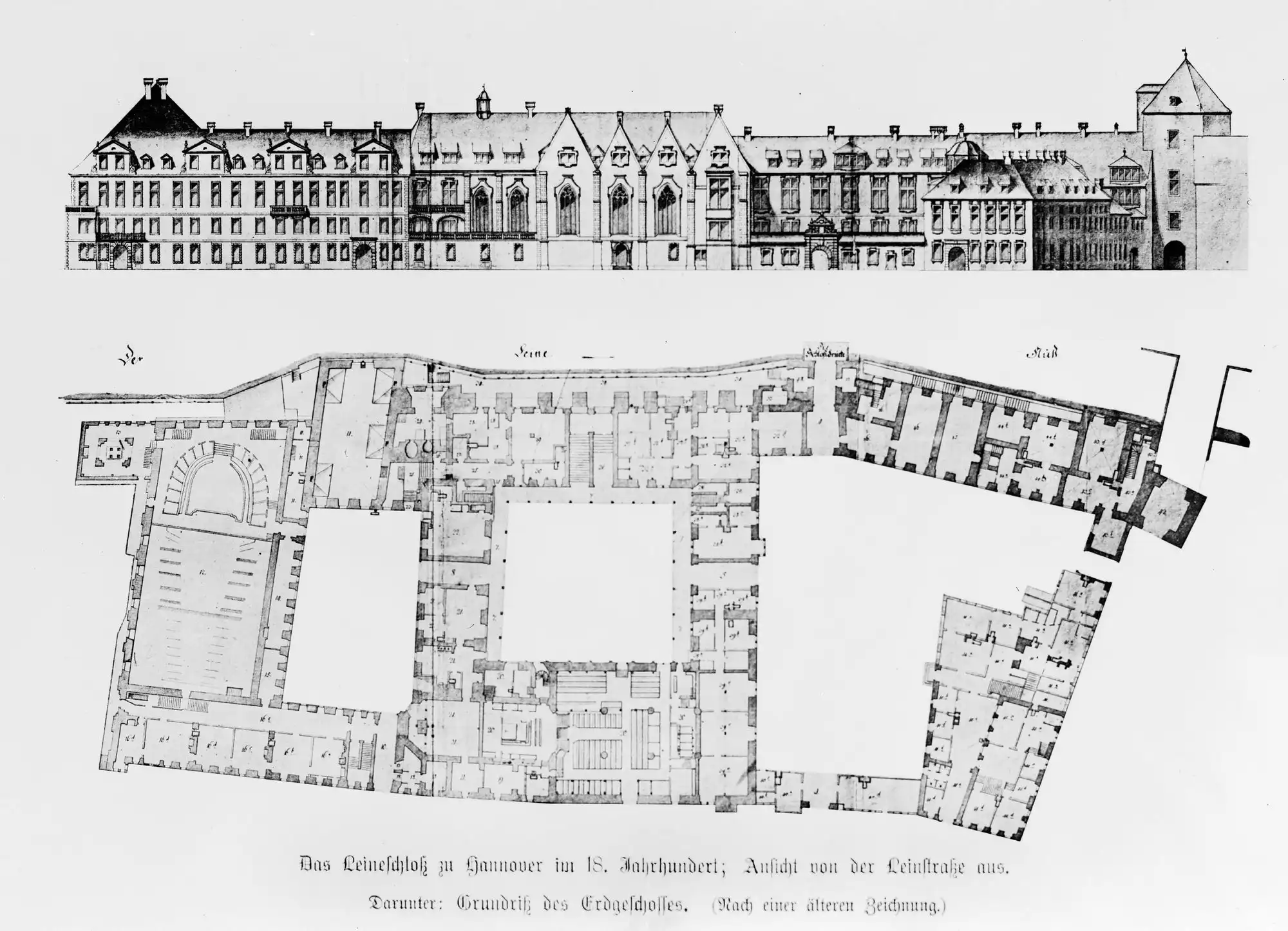
Grundriss, 1740

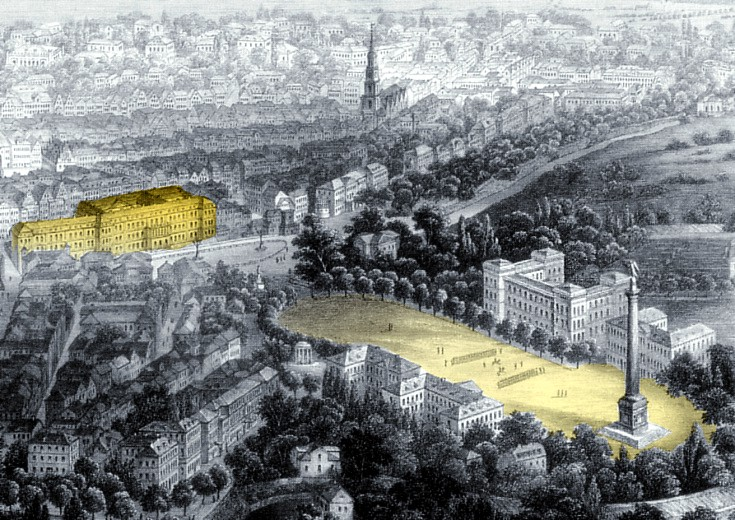
Leineschloss und Waterlooplatz, Ensemble

Das heutige Schloss an der Leine steht auf dem Gelände des 1291 gegründeten Minoritenklosters Hannover namens Münchehof, das innerhalb der Stadtmauer direkt an der Leine lag. Das Kloster wurde während der Reformation 1533 säkularisiert. Das erste Schloss entstand auf Betreiben von Herzog Georg von Braunschweig und Lüneburg-Calenberg auf dem Gelände des Klosters. Zugrunde lag die welfische Erbteilung von 1635. Doch verbrachte er selbst kaum Zeit in Hannover; vielmehr zog er im selben Jahr vom Schloss Herzberg im Harz in die Fürstbischöfliche Residenz Hildesheim um, nachdem er die Stadt und das Hochstift Hildesheim im Verlauf des Dreißigjährigen Kriegs 1634 erobert hatte. 
1636 entschied er sich jedoch für Hannover als neue Residenzstadt, da ihm die Dauerhaftigkeit seiner Hildesheimer Herrschaft nicht sicher schien. Dies erwies sich als weise Entscheidung, denn sein Sohn und Nachfolger Christian Ludwig zog bereits 1642, ein Jahr nach dem Tod des Vaters, mit dem herzoglichen Haushalt und der Verwaltung von Hildesheim nach Hannover um und gab im folgenden Jahr das Hochstift an den Fürstbischof zurück. Bei der Umgestaltung vom Kloster zum Schloss ab 1637 blieb nur die Kirche erhalten, die mit Abschluss der Arbeiten 1642 als Schlosskirche Hannover geweiht wurde. Das Schloss war ein Fachwerkbau, der wegen der wirtschaftlichen Not während des Dreißigjährigen Kriegs bescheiden ausfiel. Im benachbarten Linden wurde 1652 ein Küchengarten angelegt, der 1666 durch den Berggarten in Herrenhausen ergänzt wurde. 1660 wurde im Schloss der spätere britische König Georg I. geboren.
Herzog Johann Friedrich zu Braunschweig und Lüneburg ließ ab 1665 eine Fürstengruft und ein Kapuzinerkloster im Schloss einrichten. Auch wurden auf seine Veranlassung Innenräume prächtiger ausgestaltet. Sein Nachfolger, der spätere erste Kurfürst von Braunschweig-Lüneburg Ernst August, löste 1680 das Kloster wieder auf. Das Schloss stand in der engen Altstadt, anfangs wenig repräsentativ eingezwängt zwischen Bürgerhäusern. Ernst August ließ 1680 42 Wohnhäuser auf der gegenüberliegenden Seite der Leine abreißen, um sich im Vorfeld seiner Residenz eine Schlossfreiheit zu schaffen. 1690 wurde auf seine Veranlassung ein hölzernes Opernhaus mit 1.300 Plätzen und einer prächtigen Ausstattung errichtet (an der Stelle des heutigen Plenarsaals des Landtages). 1698 ließ Kurfürst Georg Ludwig, obwohl er als König Georg I. von Großbritannien seit 1714 überwiegend in London residierte, die Innenräume des Schlosses ausgestalten. Aufgrund seiner zahlreichen Aufenthalte in Hannover entwickelte die Hofhaltung eine große Prächtigkeit. Bekannte Persönlichkeiten besuchten das Schloss, wie Georg Friedrich Händel als Dirigent von Schloss-Konzerten, Zar Peter I., Prinz Eugen von Savoyen und John Churchill, 1. Duke of Marlborough. Eine kleinere Baumaßnahme war der Wiederaufbau des nordwestlichen Kammerflügels 1742, der ein Jahr zuvor abgebrannt war.

### Umbau durch Laves

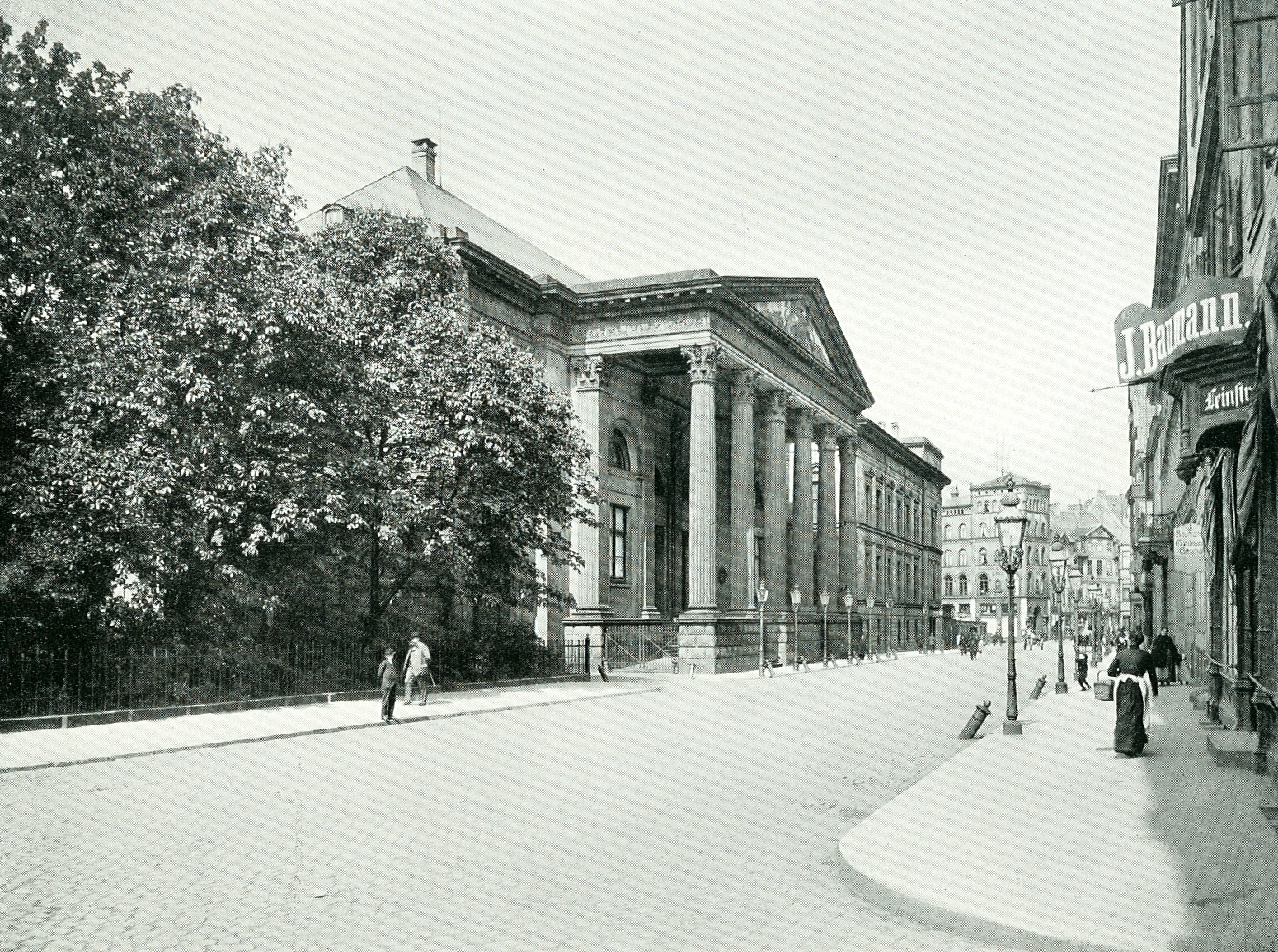
Ansicht der Stadtseite, 19. Jahrhundert

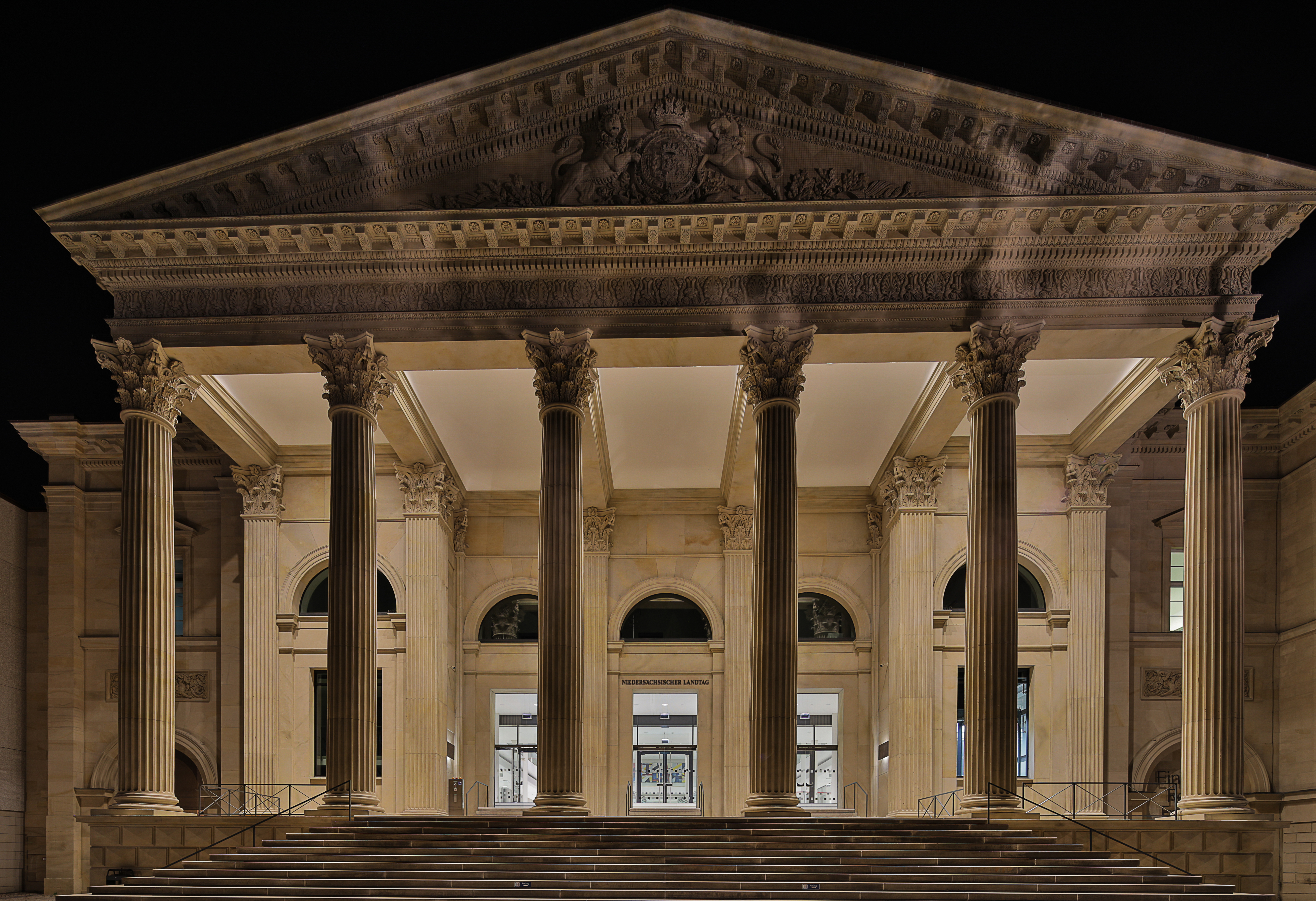
Leineschloss, Portal

Als vierter Bauabschnitt gilt die Neugestaltung der Westfassade 1797. Wegen der Personalunion zwischen Großbritannien und Hannover hielten sich Georg Ludwigs Nachfolger immer weniger im Schloss auf. Es blieb dadurch 123 Jahre Residenz meist ohne Regenten. Weitere geplante Umgestaltungen des Leineschlosses kamen wegen der französischen Besetzung zwischen 1803 und 1813 nicht mehr zur Umsetzung. Die Besatzungstruppen unter General Édouard Adolphe Mortier plünderten das Schloss, welches in der Folge verwahrloste. Jérôme Bonaparte schenkte den Bau der Stadt und ließ in ihm eine Kaserne für 3000 Mann einrichten. Nach der Besatzungszeit wurde das Schloss Sitz von Behörden, dann wieder Kaserne. Das Leineschloss entwickelte sich im Laufe der Jahrhunderte zu einem großen, aber architektonisch uneinheitlichen Gebäudekomplex. Die Anlage hatte einst größere Ausmaße als heute. Es gab einen Kammer-, einen Leinestraßen-, einen Leineflügel, eine Schlosskirche, ein Regierungsgebäude und mehrere Querflügel.
Bedeutende bauliche Veränderungen des fünften Bauabschnitts gehen auf den Einfluss des Hofarchitekten Georg Ludwig Friedrich Laves zurück. Die durch den Wiener Kongress gesteigerte Bedeutung des Königreichs Hannover machte einen repräsentativen Bau für das Königreich notwendig. Im Auftrag von Georg IV. gab Laves dem Schloss durch einen Umbau von 1816 bis 1842 seinen klassizistischen Stil. Die Leineseite des Schlosses entspricht mit ihren drei Ebenen und dem Mansarddach eher dem Barockstil. Klassizistisch ist der große Portikus (Säulenvorbau) an der Leinstraße mit sechs korinthischen Säulen und einem flachen Dreiecksgiebel. Dieser trägt das Wappen des hannoverschen Königshauses. Als besonderes Bauelement wurde durch Laves der zur Leine vorspringende Wintergarten geschaffen. Königin Friederike regte ihn 1839 für ihre Pflanzen an. Heute ist im ehemaligen Wintergarten das Arbeitszimmer der Niedersächsischen Landtagspräsidentin untergebracht. Durch den Wintergarten, der genau in der Achse der Waterloosäule liegt, schuf Laves ein Ensemble mit dem ursprünglich hippodromförmigen Waterlooplatz, das seit der autogerechten Stadtplanung der Nachkriegszeit jedoch stark beeinträchtigt ist.
Die Planungen, die Gesamtanlage durch einen südöstlichen Erweiterungsbau (an der Stelle des heutigen Plenarsaales) im gleichen Stil zu vollenden, wodurch die Symmetrien sowohl der Leineseite mit dem Erker in der Mitte als auch der Stadtseite mit dem klassizistischen Portikus in der Mittelachse hergestellt worden wären, wurden nicht mehr realisiert; das Schloss blieb ein unvollendetes Stückwerk. 1856 verzichtete König Georg V. auf den weiteren Ausbau und ließ stattdessen das Welfenschloss errichten, heute Sitz der Universität Hannover. Architektonisch unvollendet wurde das Leineschloss 1862 zur Heimstatt parlamentarischer Gremien, die sich aus der Ständeversammlung des Königreichs Hannover entwickelt hatten. Die Annexion Hannovers durch Preußen wurde 1866 im Leineschloss verkündet. Das Schloss wurde vereinnahmt, König Georg V. ging ins Exil. Im Schloss erhielten preußische Einrichtungen ihren Sitz, darunter ein Wohnbereich für Übernachtungen von Kaiser Wilhelm II., der hier etwa 20-mal weilte.

## Zerstörung und Wiederaufbau

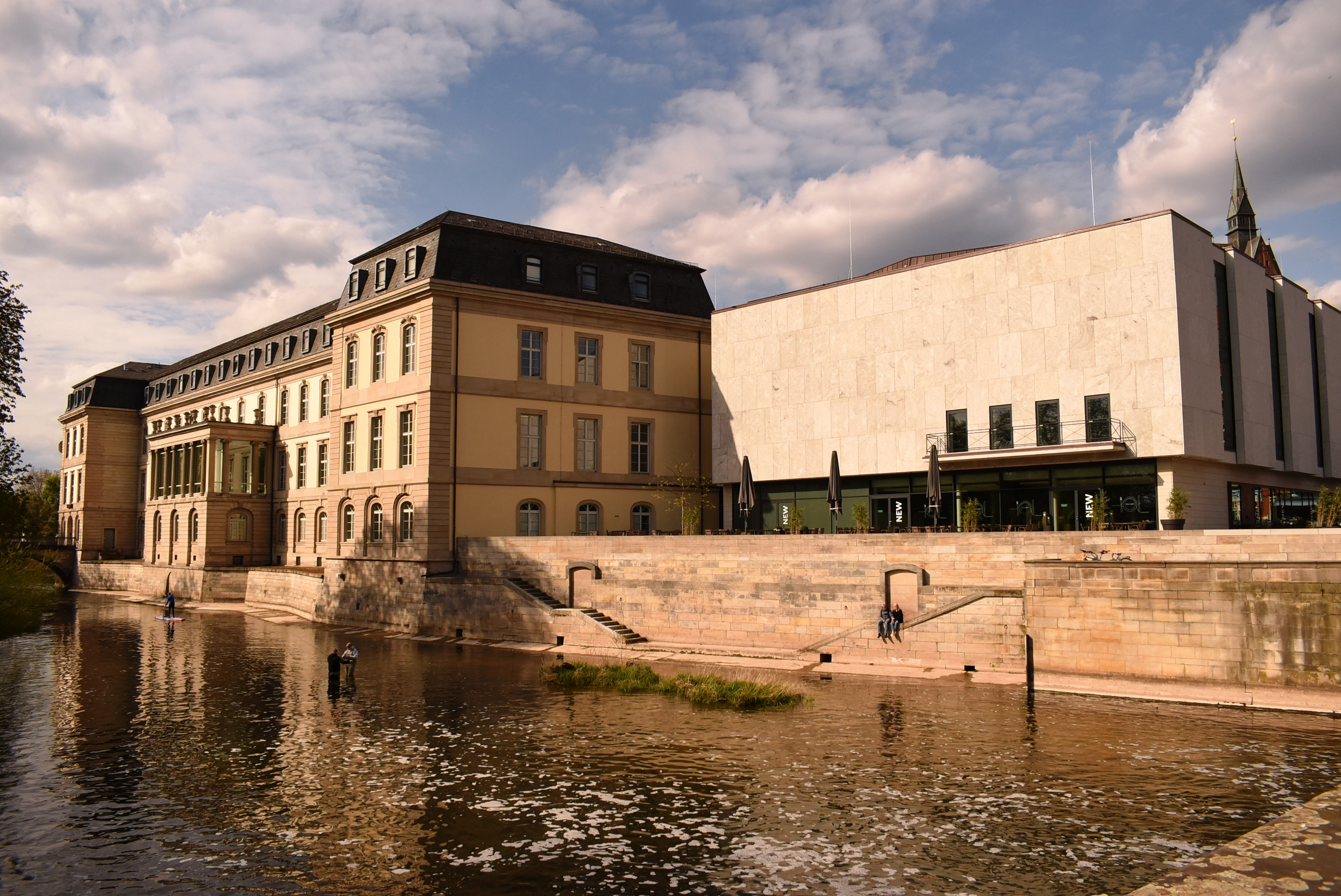
Leineschloss und Plenargebäude

In der Zeit des Nationalsozialismus wurde im Leineschloss eine Heeresgedenkstätte eingerichtet. Während der Luftangriffe auf Hannover im Zweiten Weltkrieg warfen 92 amerikanische B 17-Bomber am 26. Juli 1943 etwa 25.000 Brandbomben auf die Innenstadt ab und trafen das Schloss an rund 100 Stellen. Dadurch brannte es bis auf die Außenmauern aus. Der Brand zerstörte viele Kunstschätze in den prächtigen Repräsentationsräumen. Darunter war der 1688 fertiggestellte Rittersaal für große Festlichkeiten, dessen Wände und Decken mit Barockdekor geschmückt waren. Zerstört wurde auch das Wohnzimmer des Kaisers, der sich 1889 letztmals im Leineschloss aufgehalten hatte. Weitere bedeutende Räume waren das Schreib- und Wohnzimmer der Kaiserin, der Thronsaal und der Tanzsaal. Bei einem weiteren Luftangriff am 8. Oktober 1943 richtete die Druckwelle einer Luftmine weitere Schäden an. 1948 schlug der hannoversche Stadtplaner Rudolf Hillebrecht vor, das Schloss als Landesparlament für das 1946 gegründete Land Niedersachsen zu nutzen. Seit 1947 tagte das Parlament in einem Seitenflügel der Stadthalle Hannover. Das Leineschloss eignete sich für die Parlamentspläne insbesondere, da das Regierungsviertel mit seinen Ministerien in dem weitläufigen Gelände rund um den Waterlooplatz entstehen sollte. Aus städtebaulicher Sicht bot sich dieses Gelände wegen der räumlichen Nähe zwischen Regierung und Parlament und der Lage im Zentrum der Stadt an. 1949 verzichtete die Stadt Hannover auf das Nutzungsrecht am Schloss zugunsten des Parlaments. 
Im Jahr 1956 beschloss der Landtag, das Leineschloss wiederaufzubauen. Daher wurden zunächst am 5. Dezember 1957 aus der Fürstengruft der Schlossruine die Sarkophage der Welfen in das Welfenmausoleum überführt. Der Wiederaufbau des Schlosses erfolgte 1957 bis 1962 nach Plänen von Dieter Oesterlen unter Verwendung der Außenmauern und moderner Gestaltung des Inneren, was auch durch den Verzicht auf die historische Sprossenteilung der Fenster zum Ausdruck kommt. An der Stelle des zerstörten Opernhauses wurde der Plenarsaal angebaut. Seit 1962 hat der niedersächsische Landtag seinen Sitz im Schloss. 2005 wurde der Repräsentationssaal des Leineschlosses dem Universalgelehrten Gottfried Wilhelm Leibniz gewidmet, der mit der Stadt und dem Schloss eng verbunden ist. Er bewohnte das Schloss zwölf Jahre lang. 2007 wurde neben dem Haupteingang ein Denkmal zu Ehren des aus Niedersachsen stammenden, politischen Dichters Hoffmann von Fallersleben eingeweiht. Es handelt sich um einen mit Zitaten beschrifteten Torbogen, an dem ein Bronzerelief des Dichters von Siegfried Neuenhausen hängt. Von 2014 bis 2017 wurden der Plenarsaal und die Eingangshalle zum Landtag für 58,2 Millionen Euro kernsaniert. Zuvor war ein im Jahr 2010 beschlossener Abriss und Neubau des Plenarsaalgebäudes aus Denkmalschutz- und Kostengründen verworfen worden.